# Lijst van Hindoestaanse raga's

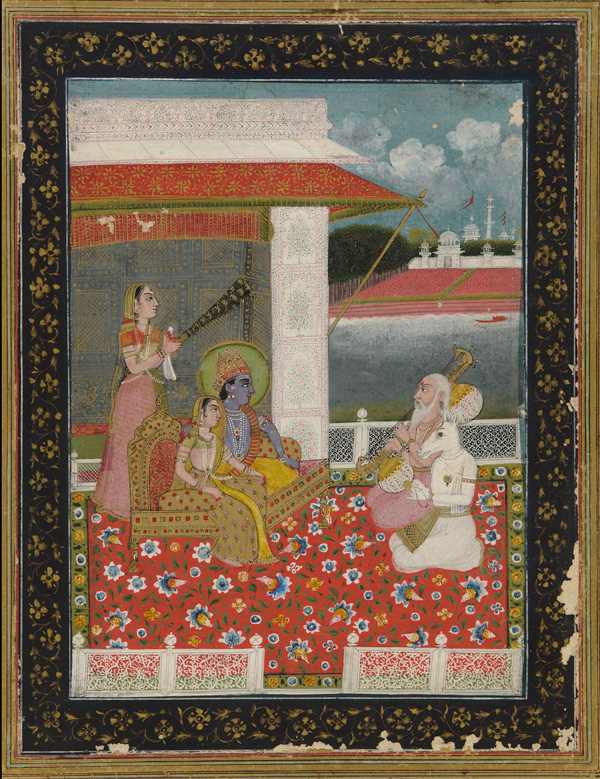
Sri Raga recital gewijd aan Krishna-Radha, 19e-eeuwse afbeelding.
Waterverf en goud op papier

Deze Lijst van Hindoestaanse raga's bevat een opsomming van de meeste Hindoestaanse raga's.

## Uitleg
In de hedendaagse muziekpraktijk zijn raga's niet geheel systematisch geclassificeerd. Sommige raga's worden gegroepeerd vanwege gedeeltelijk gezamenlijk toonmateriaal (via bijvoorbeeld een indeling in thats), andere systemen baseren zich op 'sfeer' of 'familie' (met mannelijke, vrouwelijke varianten en zelfs zonen en dochters en neven en nichten). Raga's kunnen een gemeenschappelijk deel aan materiaal of karakteristiek melodische motieven hebben. Om daaraan te refereren gebruiken musici vaak de term ang (=deel). Bekende voorbeelden zijn de Kanada ang (waarin bijvoorbeeld de verlaagde 3e, de 2e en de 4e toon van een toonladder als muzikaal motief overeenkomen), de Malhar ang, met weer andere overeenkomsten, de Bhairav ang en de Todi ang. De Bilaval, Kalyan en Sarang angs zijn moeilijker te definiëren.

## Schrijfwijze
Probleem is ook de spelling: zo schrijft men bijvoorbeeld zowel Dhanashri als Dhanashree en de 'u' wordt soms oo als in Bhupali/Bhoopali. In deze lijst wordt de schrijfwijze shree als shri aangehouden, en oo wordt u

## Lijst
Voor een gedetailleerde beschrijving in het Engels van de hieronder genoemde raga's: zie externe link.

### A
- Abageshri
- Abhang (eigenlijk geen raga maar een gezongen gedicht)
- Abheri Todi
- Abhogi - Abhogi Kanada
- Abiri todi
- Adambari Kedar
- Adana - Adana Kanada - Adana Bahar
- Adbhuta Kalyan
- Ahir Bhairav - Ahir Lalit - Ahiri Todi
- Aiman
- Alahaiya Bilaval
- Alahita Bilwal
- Alhaiyya Bilaval
- Ambika Sarang
- Amirkhani Kauns
- Anand Bhairav
- Anandi - Anandi Kedar
- Anjani Kalyan
- Arun Malhar
- Asa Jogia - Asa Sarang
- Asavari - Asavari todi
- Asantikedar
- Audav Asavari

### B
- Badhans Sarang
- Bageshri - Bageshri Adana - Bageshri Bahar - Bageshri Kanada - Bageshri Sughrai
- Bahaduri Todi
- Bahar
- Bairagi - Bairagi Bhairav
- Bakula Bhairav
- Bangal Bilawal
- Bangiya Kafi
- Baradi
- Barwa
- Basant - Basant Bahar - Basant Mukhari
- Basanti Kanada - Basanti Kedar
- Beehad Bhairav
- Behagda
- Bhairagi Bharaiv
- Bhairav - Bhairav Bahar - Bhairav Bhatiyar - Bhairavi - Bhairavi Bhatiyar
- Bhankhari
- Bhatiyar
- Bhatiyari Bhairav
- Bhavmat Bhairav
- Bhavsakh
- Bhawani
- Bhimpalasi
- Bhimpalashri
- Bhinna Shadaj
- Bhup - Bhup Nat - Bhup Kalyan
- Bhupal Todi
- Bhupali
- Bhupeshwari
- Bibhas
- Bihag
- Bihagda
- Bihari - Bihari Nat
- Bilaskhani Todi
- Bilawal
- Brahmananda Bhairavi
- Brindavani Sarang

### C
- Chaita Gunakali
- Chaiti - Chaiti Bhup
- Chakradhar
- Champak - Champak Bilawal
- Chanchalsas Malhar
- Chandani Kedar
- Chandi Kedar
- Chandni Bihag - Chandni Kedar
- Chandrakant Kalyan
- Chandrakauns
- Chandramadhu
- Chandramauli
- Chandranandan
- Charukeshi
- Chaya - Chaya Bihag - Chaya Malhar - Chaya Tilak - Chaya Gaud Sarang - Chaya Nat

### D
- Dagori
- Darbari - Darbari Kanada
- Deen Todi
- Deepak - Deepak Kedar
- Deepawali
- Desh
- Deshi - Deshi Todi
- Deshkar
- Dev Gandhar
- Devkauns
- Devaranjani
- Devata Bhairav
- Devgandhar
- Devgiri Bilawal
- Devkauns
- Devsakh
- Dhanakorikalyan
- Dhanashri
- Dhan Basanti
- Dhani
- Dhavalashri
- Dhulia Sarang
- Din-ki-Puriya
- Dogri Pahadi
- Durga (Bilawal that) - Durga (Khamaj that) - Durga Kedar

### E
- Ek Nishad Bihagda

### G
- Gagan Vihang
- Gandhari - Gandhari Todi
- Gandhi Malhar
- Gangeshwari
- Gangeya Vasana
- Gara - Gara BageshrI - Gara Kanada
- Gaud Bahar - Gaud Bilawal - Gaud Malhar - Gaud Sarang
- Gaudi Lalit
- Gauri - Gauri Basant
- Gavati
- Gorakh Kalyan
- Gouri - Gouri Bhairav - Gouri Manjari
- Govardhani Todi
- Gujari Todi
- Gunakari
- Gunji Kanada
- Gunkali
- Gurjari Todi

### H
- Hameer - Hameer Bilawal
- Hameeri Basant
- Hamsadhwani
- Hamsakinkini
- Hamsi Dhwani
- Hans Narain
- Hanskalyan
- Harikauns
- Haunsadhwani
- Hem - Hem Kalyan - Hem Nat
- Hema Bihag
- Hemant
- Hindol - Hindol Bahar - Hindol Basant - Hindol Kalyan - Hindol Pancham
- Hindolika Sarang
- Hindolita
- Hussaini Bhairav - Hussaini Kanada - Hussaini Todi

### J
- Jaij Bilawal - Jaij Jaiwanti - Jaij Jaiwanti Todi
- Jait - Jait Kalyan - Jait Shri
- Jaitashri
- Jaladhar Kedar
- Janasanmohini
- Jangla
- Jaun Bhairav
- Jaunpuri - Jaunpuri Todi
- Jayant Malhar
- Jeevanpuri
- Jhanj Malhar
- Jhinjhoti
- Jog Bahar
- Jogia Mand
- Jila
- Jog - Jogia - Jogia Asavari - Jogia Kalingada - Jogkauns
- Jungla Bhairavi

### K
- Kabiri Bhairav
- Kafi - Kafi Kanada - Kafi Kanra
- Kais
- Kaishiki Ranjani - Kaushiki Dhwani
- Kalashri
- Kalavati
- Kalingada
- Kalyan - Kalyani Nat
- Kameshwari
- Kambhoji
- Kamod
- Kamodvanti
- Kanada
- Kanara Prakaar
- Kapar Gauri
- Karnataki Kafi
- Kaushi Bahar - Kaushi Bhairav - Kaushi Kanada
- Kaushidhwani
- Kaushik - Kaushik Ranjani
- Kedar - Kedar-Bahar
- Kedara Gowla
- Kelkar
- Kesari Kalyan
- Khamaj - Khamaj Bahar
- Khamaji Bhatiyar
- Khambavati
- Khat - Khat Todi
- Khem Kalyan
- Khokar
- Kirwani
- Komal Rishabh Asavari Todi
- Kukubh Bilawal

### L
- Lacchasakh
- Lachari Kanada - Lachari Todi
- Lagan Gandhar
- Lajwanti
- Lalit - Lalit Bhatiyar - Lalit Gauri
- Lalita - Lalita Gouri - Lalita Sohani
- Lankadahan Sarang
- Lankeshri - Lankeshri Kanada
- Laxmi Todi

### M
- Madhabi
- Madh Kalyan
- Madhasuraja
- Madhukauns
- Madhumad Sarang
- Madhuri
- Madhuvanti
- Madhyamavati
- Malagunji
- Malashree
- Malati Basant - Malati Bihag
- Malavi
- Malawati
- Malayamarutam
- Malgunji
- Malhar - Malhar ki Prakaar
- Maligoura
- Malkauns
- Maluha - Maluha Bihag - Maluha Kalyan - Maluha Kedar
- Mangal Bhairav - Mangal Gujari - Mangal Todi
- Mand
- Manj Khamaj
- Manjari Bihag
- Maru Bihag - Maru Kalyan
- Marwa - Marwa Shree
- Meerabai ki Malhar
- Megh - Megh Malhar
- Mehkali
- Mian Gandhar
- Miya ki Sarang -
- Miyan ki Malhar - Miyan ki Todi - Miyan Malhar
- Mriga Savani
- Mudriki Kanada
- Multani

### N
- Naag Sarowali
- Nagadhvani - Nagadhwani Kanada
- Naiki Kanada
- Nand - Nand Kauns - Nand Kalyan - Nand Kedar
- Nandshree
- Narayani
- Narayani Bilawal
- Nat - Nat Behag - Nat Bhairav - Nat Bihag - Nat Bilawal - Nat Chandra - Nat Kamod - Nat Kedar - Nat Malhar - Nat Nagari - Nat Naraini
- Natabhairavi
- Natyageet
- Nayaki Kanada
- Neelambari
- Neerajakshi
- Niranjani Todi
- Nurani

### P
- Pahadi
- Pahari Jhinjhoti
- Pancham - Pancham Bageshri] - Pancham Khambavati - Pancham Malkauns
- Paraj
- Parameshwari
- Pat Bihag - Pat Manjari
- Pata Manjiri
- Patdeep
- Patdeepaki
- Phulashree
- Pilu - Pilu Pahadi
- Poorva - Poorva Kalyan
- Prabhat Bhairav
- Pranav Ranjani
- Pratap Varali
- Priya Kalyan
- Puriya - Puriya Kalyan - Puriya Jhumra - Puriya Dhanashri
- Purvi

### R
- Rageshri - Rageshri Jhumra - Rageshri Kanada
- Rahee
- Raisa Kanada
- Raj Kalyan
- Rajastani Mand
- Rajeshwari
- Ram Gouri
- Ramapriya
- Ramdasi Malhar
- Ramkali
- Ramsakh
- Rangeshwari
- Rasiya
- Rati Bhairav
- Reva
- Rikhab Kalavati
- Rupkali

### S
- Sagar
- Sagunaranjani
- Saheli Todi
- Salagavarali
- Salang
- Sama
- Samant Sarang
- Sampchandarkauns
- Sampurna Bageshri - Sampurna Malkauns
- Sanjari
- Sanjh Saravali
- Sarang - Sarang ki Prakar
- Sar-Nat
- Saraswati - Saraswati Manohari
- Sarpada - Sarpada Bilawal
- Saurashtra Bhairav
- Savani - Sawani Bilawal - Savani Kalyan - Savani Nat
- Saveri
- Sawan Gandhar
- Sazgiri
- Sahana - Shahana Bahar - Shahana Kanada
- Shankara - Shankara Bihag - Shankara Karan
- Shyam
- Shiv Kedar
- Shivaranjani
- Shivmat Bhairav
- Shri - Shri Kalyan
- Shuddh Shyam
- Shuddha Bairadee - Shuddha Bangala - Shuddha Basant - Shuddha Bhupali - Shuddha Bilawal - Shuddha Gouri - Shuddha Kalyan - Shuddha Kedara - Shuddha Malhar - Shuddha Nat - Shuddha Pilu - Shuddha Sarang - Shuddha Shyam - Shuddha Todi
- Shukla Bilawal
- Shyam Kalyan
- Simhendra Madhyama
- Sindh Kafi
- Sindhu Bhairavi - Sindhu Kafi 2
- Sindhura - Sindhura-Kafi
- Sohani - Sohani Pancham - Sohani Hindoli - Sohani Pancham
- Sohini - Sohini Bhatiyar - Sohini Pancham
- Sur Malhar
- Surdasi Malhar
- Sorath
- Sughrai - Sughrai Kanada
- Suha - Suha Kamode - Suha Kanada - Suha Sughrai
- Suhamalhar
- Sukhiya Bilawal
- Sur Malhar
- Surasht
- Surmalhar
- Surya - Surya Kauns
- Swanandi

### T
- Taga Khambavati
- Tanke Shri
- Tilak Bihag - Tilak Bihari - Tilak Kamod - Tilak Kedar - Tilak Malhar - Tilak Shyam
- Tilang
- Todi
- Triveni

### U
- Uttara Kalyan

### V
- Vachaspati
- Vagadeeswari
- Varali
- Vasant
- Vasantmukhari
- Vasundhara Komkali
- Vibhas
- Vihang
- Vikram Bhairav
- Virat Bhairav
- Viyogavarali

### Y
- Yaman - Yaman Kalyan - Yaman Manj
- Yamani Bilawal

### Z
- Zeelaf
- Zila - Zila Kafi - Zila Pahadi